# Pic à dos brun
Dendropicos obsoletus
Espèce
Statut de conservation UICN

 LC  : Préoccupation mineure
Synonymes
- Picus obsoletus (Protonyme)
- Dendrocopos obsoletus
- Picoides obsoletus

Le Pic à dos brun (Picoides obsoletus) est une espèce d'oiseau de la famille des Picidae.

## Répartition
Cet oiseau a une aire de répartition s'étendant sur la Mauritanie, le Sénégal, la Gambie, la Guinée-Bissau, la Guinée, le Mali, le Niger, le Burkina Faso, la Sierra Leone, la Côte d'Ivoire, le Ghana, le Togo, le Bénin, le Nigeria, le Cameroun, la République centrafricaine, la République démocratique du Congo, le Tchad, le  Soudan, l'Érythrée, l'Éthiopie, le  Kenya, l'Ouganda et la Tanzanie.

## Sous-espèces
Cet oiseau est représenté par 4 sous-espèces :
- Dendropicos obsoletus crateri (W.L. Sclater & Moreau, 1935) ;
- Dendropicos obsoletus heuglini (Neumann, 1904) ;
- Dendropicos obsoletus ingens (Hartert, 1900) ;
- Dendropicos obsoletus obsoletus (Wagler, 1829).